# Жёсткоиглый дикобраз
Жёсткоиглый дикобраз (лат. Hystrix crassispinis) — вид грызунов семейства дикобразовых.

## Распространение и поведение
Обитает на острове Калимантан, в различных биотопах: от лесов до сельскохозяйственных угодий, от уровня моря до высоты 1200 м. Может жить в городах. Ведёт ночной образ жизни. Наземное животное. Питается упавшими фруктами и другой растительной пищей.

## Угрозы существования
Серьёзных угроз нет. В некоторых местах на него охотятся для еды, но это не влияет на численность популяции.